# Coenonympha pulla
Coenonympha pulla är en fjärilsart som beskrevs av Edwards 1881. Coenonympha pulla ingår i släktet Coenonympha och familjen praktfjärilar. Inga underarter finns listade i Catalogue of Life.